# Capleton
Capleton (született Clifton George Bailey III, 1967. április 13. –) jamaicai reggae- és dancehall-zenész. A Capleton mellett a King Shango, King David, The Fireman és a The Prophet művészneveken ismert még. Lemezkiadója a David House Productions.

## Lemezei
- Lotion Man – 1991
- Alms House – 1993
- Good So – 1994
- Prophecy – 1995
- I-Testament – 1997
- One Mission (compilation) – 1999
- More Fire – 2000
- Still Blazin' – 2002
- Voice of Jamaica – 2003
- Praises To The King – 2003
- The People Dem – 2004
- Reign of Fire – 2004
- Free Up – 2006
- Hit wit da 44 rounds – 2007
- Rise them up – 2007